# Balthus

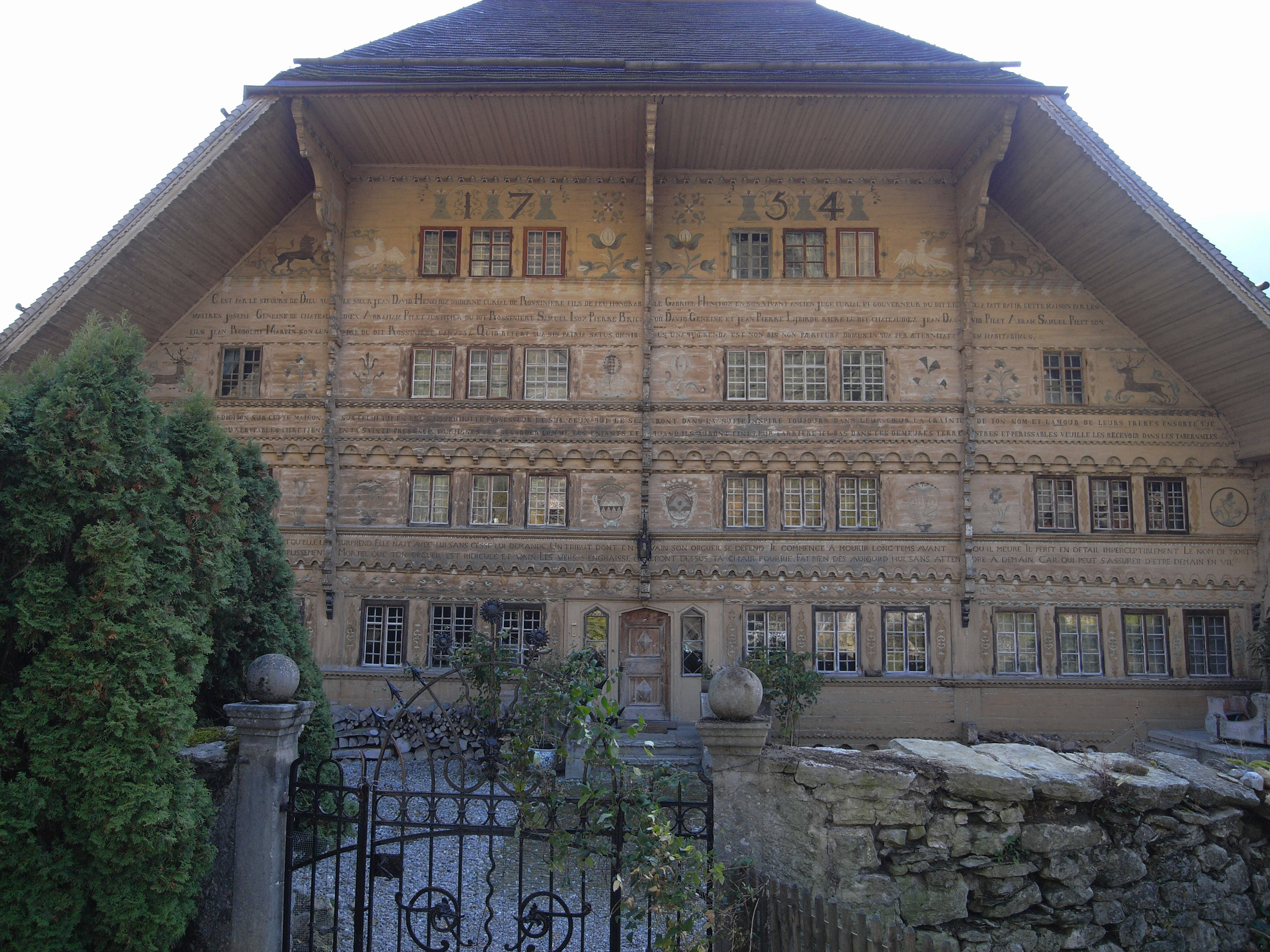
Fundació Balthus a Rossinière

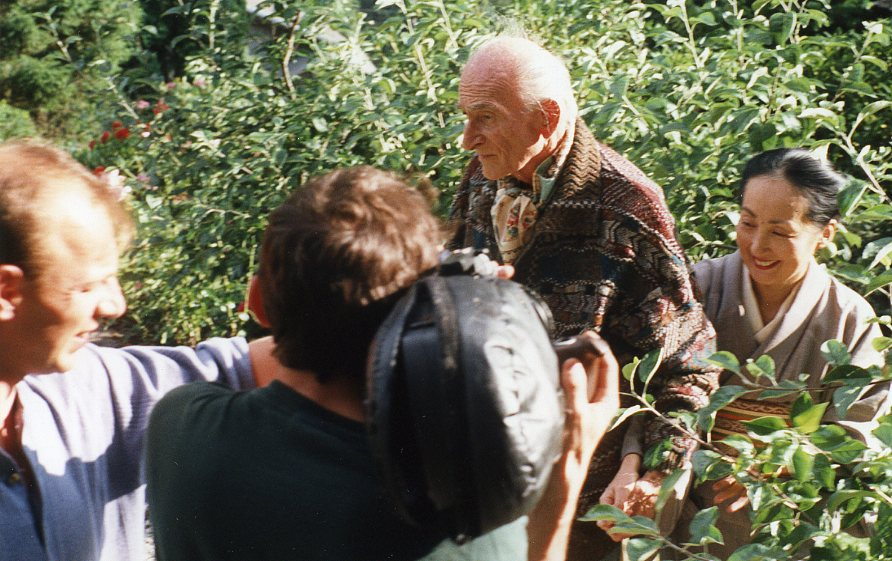
Balthus amb la seua muller Setsuko al documental francès Balthus de l'autre côté du miroir (1996)

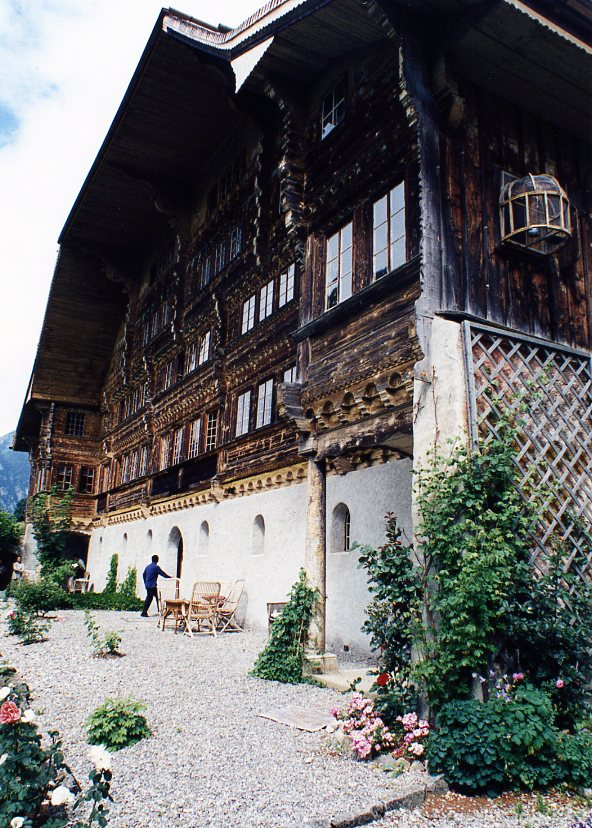
El xalet de Balthus a Rossinière durant el rodatge de la pel·lícula Balthus Through the Looking Glass el 1996

Balthus fou un pintor francès, autor d'una obra personal, senzilla, de figures realistes i amb un ritme personal i una atmosfera surrealista i misteriosa (encara que el tema fos quotidià).

## Biografia
Nasqué el 29 de febrer del 1908 a París. D'origen polonès, el seu nom real era Balthazar Klossowski de Rola. El seu pare fou l'historiador de l'art i pintor Erich Klossowski. Durant la Primera Guerra Mundial es refugià amb la seua família a Berlín. Quan els seus pares se separaren, es traslladà amb la seua mare a Suïssa, on el poeta Rainer Maria Rilke li feu de pare, i el 1921 li publicà una col·lecció de les seues aquarel·les en el llibre Mitsou: quarante images par Balthusz.
El 1924 tornà a París per pintar. Autodidacte, fou instruït per Pierre Bonnard, amic de la família. Començà amb un estil postimpressionista i es dedicà a l'estudi dels grans mestres de la pintura com Nicolas Poussin, Tommaso Masaccio i Piero della Francesca, que copiava al Museu del Louvre. Feu la seua primera exposició el 1934, a la galeria Pierre de París. Als anys cinquanta, ja era un pintor de prestigi i plenament consolidat. Fou amic d'Antonin Artaud, André Derain, Alberto Giacometti i Joan Miró. Es casà amb Antoinette von Wattenwyl el 1937, de qui se separà. Posteriorment es casà amb Setsuko Ideta, que conegué en un viatge al Japó el 1962.
El 1953 abandonà París i es traslladà al castell de Chassy de Morvan, que va comprar i restaurar, on començà una etapa dedicada sobretot al paisatge i que evolucionà cap a una pintura més madura i personal, d'una absoluta senzillesa representativa.
Balthus també feu decorats per a obres teatrals, com L'Etat de Siège d'Albert Camus (1948), Le peintre et son modèle de Boris Kochno (1949) o Delitto all'isola delle capre d'Ugo Betti (1954).
André Malraux el nomenà director de l'Acadèmia de França a Roma, a la vil·la Mèdici de Roma (1961-1976). Durant aquest període, emprà una tècnica en la representació de les seues figures que recordava els frescos renaixentistes. Quan el 1977 abandonà la capital italiana, s'instal·là a La Rossinière, al cantó suís de Vaud, on s'estigué fins a la seua mort.

## Estil pictòric
En la pintura de Balthus es nota la influència de Gustave Courbet. És una obra plena de silencis inquietants, realistes, amb la qual intenta de representar l'experiència visual del desig i de la puresa. El seu treball és refinadament ambigu i amb un estil figuratiu allunyat de qualsevol etiqueta. El seu llenguatge pictòric és ple de formes contudents i contorns molt delimitats, i combina els procediments dels grans mestres de la pintura amb influències del surrealisme. Són famosos els seus quadres de nus de noies adolescents, en què amb l'enfocament intimista de la bellesa i la innocència vol transmetre els riscos i els perills que s'hi amaguen.
Moltes de les seues pintures mostren noies joves en un context eròtic. Balthus va insistir que el seu treball no era eròtic sinó que reconeixia els fets inquietants de la sexualitat de la mainada. El 2013, les pintures de Balthus sobre adolescents van ser descrites per Roberta Smith al The New York Times com a "seductores i inquietants".

## Influència i llegat
La seua obra ha influït en diversos artistes contemporanis, com ara Duane Michals. També va influenciar al cineasta Jacques Rivette de la nouvelle vague francesa, el qual va rodar una pel·lícula el 1985 (Hurlevent) inspirada en els dibuixos que Balthus va fer a principis de la dècada del 1930:
| « | Atès que ell és una mica excèntric i tot això, sóc molt aficionat a Balthus (...) Em va cridar l'atenció el fet que Balthus simplificava força el vestuari i despullava les imatges de tota parafernàlia (...). | » |

El novel·lista sud-africà Christopher Hope va escriure My Chocolate Redeemer al voltant d'una pintura de Balthus de l'any 1944, Els dies daurats, la qual apareix a la solapa del llibre. Per la seua banda, el llibre de Stephen Dobyns, The Balthus Poems (ed. Atheneum, 1982), descriu pintures de Balthus mitjançant 32 poemes narratius. La seua vídua, Setsuko Klossowska de Rola, encapçala la Fundació Balthus, la qual fou establerta el 1998.

## Exposicions i premis
El 1983, se'n feu una exposició retrospectiva al centre Georges Pompidou de París, al Metropolitan Museum of Art de Nova York i al Museu Municipal d'Art de Kyoto. Guanyà el Praemium Imperiale el 1991. A més, Balthus va ser un dels pocs artistes vius que van poder exposar al Museu del Louvre quan la seua pintura Els nens (1937) fou adquirida per la col·lecció privada de Pablo Picasso.